# Медб
Медб, або Мев (давньоірл. Medb, [mɛðv]; ірл. Méabh, [mʲeːv]) — королева Коннахту, одна з центральних фігур ірландської міфології, ірландських історичних переказів та легенд. Час правління — згідно ірландської міфологічної традиції — приблизно за 100 років до нової ери. Правила зі столиці королівства Коннахт — міста Круахан.

## Походження
Батько — Еоху Фейдлех (ірл. Eochu Feidlech) — верховний король Ірландії, час правління 94 — 82 рр. до н. е. (згідно з хронологією Джеффрі Кітінга) або 143—131 рр. до н. е. (згідно з хронологією «Літопису Чотирьох Майстрів»).

## Життя і правління
Королева Медб, як і епічний герой Кухулін, є героїнею Уладського циклу ірландських легенд, походження і створення якого датують раннім середньовіччям — приблизно до VIII століття. Про неї та про її правління розповідається у відомому ірландському епосі «Викрадення бугая з Кулнья» та інших скелах (ірландських сагах) циклу про героя Кухуліна. У «Викраденні» описується як Медб намагається шляхом війни з ірландським регіональним королівством Улад (Ульстер, Ольстер) отримати гігантського бика Донн Куальнге, що належав Дайре мак Фіахні (ірл. Dáire mac Fiachna) і мав сакральне значення в житті давніх ірландців (переважно пастухів), для того щоб підкреслити свою могутність і зрівнятися у владі і славі зі своїм чоловіком, що володів таким же незвичайним биком — Фінбеннахом. Спочатку Медб хотіла придбати цього бика в обмін на землі і золото. Дайре спочатку погодився, але коли п'яний посланець став нахвалятися, що якби Дайре не погодився обміняти бика, то вони б забрали його силою. Тоді Дайре обурився і забрав свої слова назад — це стало приводом до війни між королівствами Коннахт та Улад. На боці королеви Медб виступили деякі улади, які колись були вигнані з королівства Улад, у тому числі і колишній король Уладу — Фергус мак Ройх (ірл. Fergus mac Róich), що був коханцем королеви Медб та вигнаний син короля Конхобара Кормак Конд Лонгас (ірл. Cormac Cond Longas). У війні улади змогли захистити своє королівство тільки завдяки подвигам героя Уладу Кухуліна, бо на решту воїнів Уладу було накладено прокляття богинею війни Махою і тільки на Кухуліна прокляття не поширювалось. Після завершення війни бика Донн Куальнге привели в Круахан — столицю Коннахту. Там два бики: Донн Куальнге та Фінбеннах зійшлися в двобої. Переміг Донн Куальнге, але потім і сам помер від ран.
Згідно з легендами і скелами, королева Медб була прекрасною і войовничою королевою Коннахту — королівства, що було розташоване на заході Ірландії і славилось свої ворожбитами, чаклунами, друїдами та відьмами. Королева Медб мала характер мужній, несхильний, вольовий. Спочатку вона була засватана з Конхобаром мак Несс, але потім відмовила йому і вийшла заміж за Айліля, що став королем Коннахту. Від цього чоловіка вона народила сімох синів, всі вони отримали ім'я Майне. Згідно з пророцтвом друїда ворога королеви — Конхобара, якого королева Медб ненавиділа, вб'є воїн на ім'я Майне.
Згідно з легендами королева Медб була незалежна щодо вибору коханців — її коханцями були Кухулін, Фергус і багато інших епічних героїв.
Королева Медб володіла чаклунством і знанням друїдів, даром передбачати майбутнє. їй служили чисельні духи з потойбічного світу, що приймали вигляд звірів.

## Сини
1. Федлімід Майне Ахрамайл, Федлімід Подібний до Батька (ірл. Fedlimid Maine Athramail).
2. Кайбре Майне Махрамайл, Кайбре Подібний до Матері (ірл. Cairbre Maine Máthramail).
3. Еохайд Майне Андое, Еохайд Швидкий (ірл. Eochaid Maine Andoe).
4. Фергус Майне Тай, Фергус Мовчазний (ірл. Fergus Maine Taí).
5. Кет Майне Моргор, Кет Великого Боргу (ірл. Cet Maine Mórgor).
6. Шін Майне Мілскохах, Шін Медові Слова (ірл. Sin Maine Mílscothach).
7. Дайре Майне Моепірт, Дайре Безіменний (ірл. Dáire Maine Móepirt).

## Останні роки правління
Айліль, чоловік Медб, убив з ревнощів Фергуса — коханця королеви. Конхобар — король Уладу, одвічний ворог Медб, помер. Коналл — герой Уладу прийшов на службу до Медб, бо вбачав у королеві свою останню опору і надію. Медб доручила йому слідкувати за королем Айлілем, який зраджував їй, зустрічаючись з іншими жінками. Переконавшись у зраді, Медб доручила Коналлу вбити Айліля, який радий був виконати цей наказ як помсту за Фергуса. Але вмираючий Айліль дав наказ своїм людям вбити Коналла, що вони і зробили.

## Смерть

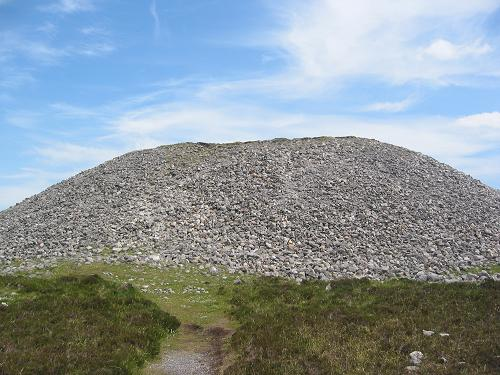
Згідно з легендою, під цією кам'яною пірамідою похована королева Медб.

Загибель королеви описана в скелі «Смерть Медб». Ще в молодості вона вбила свою сестру Клотру, яка була королевою Коннахту до неї. Через багато років син Клотри — Фурбайде почув як люди хвалили красу королеви Медб, яка купалася в озері. Тоді він схопив шматок сиру і кинув в королеву. Сир влучив королеві в голову, і вона моментально померла.
Згідно з легендою, королева Медб була похована в кам'яній піраміді, що розташована на вершині гори Кокнарі (графство Слайгьо), зверху якої був насипаний земляний курган діаметром 55 м і висотою 10 м. Ця споруда збереглася до нашого часу — археологи час її спорудження відносять до епохи залізної доби. Ніяких доказів, що в середині цієї споруди була колись похована королева Медб, немає.

## Королева Медб і сучасна Ірландія
Портрет королеви Медб був розміщений на ірландській банкноті вартістю 1 ірландський фунт до введення в Ірландії грошової одиниці євро у 2002 році.